# Joël Devillet
Pour un article plus général, voir Abus sexuels dans l'Église catholique en Belgique.
Joël Devillet, né à Arlon le 7 juin 1973, est un homme belge victime d'un prêtre pédophile à partir de ses 14 ans, entre 1987 et 1991. Il est un des premiers à attirer l’attention sur les violences sexuelles au sein de  l’Église catholique belge avec la publication en 2009 de son ouvrage intitulé « Violé par un prêtre ».

## Biographie
Joël Devillet, né à Arlon le 7 juin 1973, a grandi à Aubange, une ville francophone de Belgique située en Région wallonne, dans la province de Luxembourg. Il habite depuis 2000 à Bruxelles où il est aide-soignant.
En 1987, Joël Devillet, âgé de 14 ans, est servant de messe au sein de la paroisse d’Aubange. Il est agressé sexuellement pendant 4 années par l’abbé Gilbert Hubermont jusqu’à l'âge de ses 18 ans en 1991,. Sans avoir dénoncé ces agressions, Joël Devillet rentre, en 1994, au séminaire. Pendant la première année de celui-ci, il indique ces abus à son « directeur spirituel » le chanoine Jean Léonard, le frère d’André Léonard, évêque de Namur-Luxembourg à l’époque. Une procédure est alors engagée devant le tribunal ecclésiastique à l'encontre de Gilbert Hubermont. Joël Devillet est ensuite renvoyé du séminaire de Namur. 
Déplacé dans une autre paroisse Gilbert Hubermont récidivera dans la région de Namur,, à Flawinne. Pour ces derniers faits, dont une plainte remonte à 2007, il sera condamné, en 2012, à dix-huit mois de prison avec sursis pour avoir abusé de garçons mineurs, sans que le tribunal ne soit informé des précédentes agressions à l'encontre de Joël Devillet. Gilbert Hubermont sera condamné une nouvelle fois en juillet 2021 pour avoir abusé d'un jeune homme, il était cette fois-ci éducateur dans un centre d'hébergement.
Avec son récit autobiographique « Violé par un prêtre », publié en 2009, il est une des premières victimes à attirer l’attention sur les violences sexuelles au sein de  l’Église belge.
Après 15 ans de procédures judicières, le prêtre est reconnu coupable d'agressions sexuelles sur mineur en 2011 et doit verser 70 000 euros à Joël Devillet. Ce dernier indique : « Je suis soulagé qu'il y ait enfin une reconnaissance de sa culpabilité, mais je ne l'ai pas attaqué en justice pour l'argent, mais pour que tout le monde sache et que lui reconnaisse ce qu'il a fait ».
Puis, Joël Devillet engage une procédure à l'encontre d'André Léonard , qui était l’évêque du diocèse de Namur à l’époque des faits, lui reprochant de ne pas être intervenu alors qu'il était informé des agressions à son encontre. Il considère aussi que l'Église belge l'a manipulé afin de dépasser le délai de prescription de son affaire et rendre ainsi impossible tout recours judicière. Il affirme qu'André Léonard lui a proposé à plusieurs reprises de l'argent pour qu'il se taise et ne parle plus à la presse, il a toujours refusé. En avril 2015, André Léonard est condamné à 10 000 € d'indemnisation « pour avoir fait preuve de passivité » dans cette affaire de pédophilie concernant Joël Devillet,. André Léonard renonce alors à se pourvoir en cassation contre l’arrêt prononcé par la cour d'appel de Liège .
Joël Devillet a témoigné à plusieurs reprises des agressions sexuelles subies, en particulier devant la commission d’enquête parlementaire et le Conseil supérieur de la Justice. En septembre 2024, CathoBel, média de l'Église catholique en Belgique francophone, publie une lettre de Joël Devillet adressée au Pape François à l'occasion de sa venue en Belgique. Toutefois, lors de cette visite, Joël Devillet n'est pas convié à rencontrer le pape. Depuis le 29 septembre 2024, Joël Devillet a abandonné la foi catholique par débaptisation et apostasie.

## Publications
- Joël Devillet, Violé par un prêtre, Éditions de l'Arbre, 2009, 217 p. (ISBN 978-2-87462-021-8)[10].
- (nl) Joël Devillet, Ik was 14 en werd misbruikt door een priester, Sea-n Publishing, 2010, 160 p. (ISBN 978-9-08907-007-4)